# 纳瓦尔尼斯
纳瓦尔尼斯（西班牙語：Navárniz）是西班牙巴斯克自治区比斯开省的一个市镇。总面积12平方公里，总人口221人（2001年），人口密度18人/平方公里。